# 小行星8910
小行星8910（英語：8910）是一颗围绕太阳公转的小行星。1995年11月25日，上田清二、金田宏在钏路市发现了此天体。
这颗小行星的绝对星等为235.1332139715656等。